# 伯納茲維爾 (新澤西州)
伯納茲維爾（英語：Bernardsville）是位於美國新澤西州薩默塞特縣的自治市鎮。

## 人口
根據2020年美國人口普查的數據，伯納茲維爾的面積為33.44平方千米，當中陸地面積為33.24平方千米，而水域面積為0.19平方千米。當地共有人口7893人，而人口密度為每平方千米236人。